# 蓝花黄耆
蓝花黄耆（学名：Astragalus caeruleopetalinus）是豆科黄芪属的植物，为中国的特有植物。分布在中国大陆的四川、云南等地，生长于海拔3,000米至3,200米的地区，多生于林缘草地，目前尚未由人工引种栽培。

## 别名
蓝花芰草（静生生物调查所汇报）

## 异名
- Astragalus caeruleopetalinus Y. C. Ho var. glabricarpus Y. C. Ho